# Podchloryn wapnia
Podchloryn wapnia, Ca(ClO)
2 – nieorganiczny związek chemiczny, sól wapniowa kwasu podchlorawego.
Substancja stała koloru białego o charakterystycznym zapachu chloru, higroskopijna. Otrzymuje się ją poprzez nasycanie wodnego roztworu wodorotlenku wapnia (woda wapienna) gazowym chlorem.
2Ca(OH)2 + 2Cl2 → Ca(OCl)2 + CaCl2 + 2H2O
Wapno chlorowane to właściwie mieszanina podchlorynu i chlorku wapnia.